# Borya
Borya é um género de plantas com flor, da família Boryaceae da ordem Asparagales, que agrupa cerca de 33 espécies de plantas bulbosas nativas da Austrália.

## Taxonomia
O género foi descrito por Jacques-Julien Houtou de La Billardière e publicado em Novae Hollandiae Plantarum Specimen 1: 81. 1805.. A espécie tipo é Borya nitida Labill.
O género Borya inclui, entre outras as seguintes espécies:
- Borya constricta  Churchill (1985)
- Borya inopinata  P.I.Forst. & E.J.Thomps. (1997)
- Borya jabirabela  Churchill (1987)
- Borya laciniata  Churchill (1985)
- Borya longiscapa  Churchill (1987)
- Borya mirabilis  Churchill (1985)
- Borya nitida  Labill. (1805)
- Borya scirpoidea  Lindl. (1840)
- Borya septentrionalis  F.Muell. (1865)
- Borya sphaerocephala  R.Br. (1810)
- Borya subulata  G.A.Gardner, For. Dept. Bull. (1923)